# Stintino
Stintino település Olaszországban, Szardínia régióban, Sassari megyében. Lakosainak száma 1549 fő (2023. január 1.). Stintino Sassari községgel határos.

## Népesség
A település lakossága az elmúlt években az alábbi módon változott:
| Lakosok száma | 1620 | 1616 | 1549 |
|               | 2017 | 2018 | 2023 |